# Ibo Takahashi
Ibo Takahashi (Japans: 高橋 伊望, Takahashi Ibō) (Fukushima, 20 april 1888 – 18 maart 1947) was een admiraal van de Japanse Keizerlijke Marine die in de Tweede Wereldoorlog vocht, onder meer in de Slag om Ambon en de Tweede slag in de Javazee. Hij werd aangeklaagd voor oorlogsmisdaden, maar overleed voor het Tokio-tribunaal tot een vonnis kwam.

## Loopbaan
Takahashi werd geboren in een familie die de oosters-orthodoxe kerken aanhing. Zijn voornaam "Ibō" is een Chinese transliteratie van Johannes. Zijn vader was dokter en een samoerai van de Aizu-clan.
Ibo Takahashi studeerde in 1908 af aan de Academie van de Japanse Keizerlijke Marine als 10e van 191 cadetten. Hij diende als adelborst op de kruisers Soya en Suma. Als vaandrig diende hij in 1910 op de kruiser Asama, de torpedobootjager Nenohi en het slagschip Shikishima. In 1914 diende hij als luitenant op de kruiser Tone en het slagschip Fuso.
In 1919 werd hij lieutenant commander na een bijkomende studie aan het College voor Oorlog op Zee. Hij werd dan hoofdofficier van de kanonnen op het slagschip Iwami.
Van augustus 1923 tot augustus 1925 werd Takahashi met de rang van commandant militair attaché bij het Verenigd Koninkrijk. Bij zijn terugkeer werd hij 1e officier op de kruiser Tama. In 1929 werd hij kapitein op de kruiser Tenryu. Hij onderhandelde mee het Verdrag van Londen (1930).
Takahashi werd op 30 november 1929 kapitein-ter-zee en kreeg in 1932 het bevel over de kruiser Atago en in 1933 over het slagschip Kirishima.
Op 15 november 1935 werd hij schout-bij-nacht en hoofd van de 2e sectie van de generale staf. Op 15 november 1939 kreeg hij als viceadmiraal het bevel over het district Mako (馬公警備府, Makō Keibifu). Het district Mako bestond uit een marinebasis in het huidige Taiwan (Magong). Het district was verantwoordelijk voor de controle van de strategische Straat van Taiwan en voor patrouilles langs de kusten van Taiwan en China en in de Zuid-Chinese Zee.

## Tweede Wereldoorlog
Voor de aanval op Pearl Harbor was Takahashi opperbevelhebber van de 3e vloot die in Taiwan lag.
In januari en februari 1942 splitste hij die op voor de invasies van Manado, Kendari en Makassar, de Slag om Ambon, Timor en Bali en voor de invasie van Borneo. Hij leidde ook de amfibische oorlogvoering in de Bandazee. Hij vocht in de Slag in de Javazee en de Tweede slag in de Javazee.
Op 10 maart 1942 werd hij overgeplaatst naar de 2e zuidelijke vloot en een maand later naar de zuidwestelijke vloot.
In november 1942 werd hij in Japan opperbevelhebber van het marinedistrict Kure (呉鎮守府, Kure chinjufu). Japan was door de Japanse Keizerlijke Marine onderverdeeld in vier administratieve districten. Het district Kure omvatte de Japanse Binnenzee en de Pacifische kusten van zuidelijk Honshu (van de prefecturen Wakayama tot Yamaguchi), oostelijk en noordelijk Kyūshū en Shikoku.
In 1944 trad hij uit dienst.
Op 2 december 1945 arresteerden de Amerikanen hem te Tokio op verdenking van oorlogsmisdaden. Hij overleed in 1947 terwijl het Tokio-tribunaal nog bezig was.

## Militaire loopbaan
- Adelborst (海軍少尉候補生 Kaigun shōi kōhosei), Japanse Keizerlijke Marine: 21 november 1908[9][9]
- Luitenant ter Zee 3e klasse (海軍少尉 Kaigun-shōi), Japanse Keizerlijke Marine: 15 januari 1910[9]
- Luitenant ter Zee 2e klasse (海軍中尉 Kaigun-chūi), Japanse Keizerlijke Marine: 1 december 1911[9]
- Luitenant ter Zee 2e klasse (oudste categorie) (海軍大尉 Kaigun-daii), Japanse Keizerlijke Marine: 1 december 1914[9]
- Luitenant ter zee 1e klasse (海軍少佐 Kaigun-shōsa), Japanse Keizerlijke Marine: 1 december 1920[9]
- Kapitein-luitenant ter zee (海軍中佐 Kaigun-chūsa), Japanse Keizerlijke Marine: 1 december 1924[9]
- Kapitein-ter-zee (海軍大佐 Kaigun-daisa), Japanse Keizerlijke Marine: 30 november 1929[9]
- Schout-bij-nacht (海軍少将 Kaigun-shōshō), Japanse Keizerlijke Marine: 15 november 1935[9]
- Viceadmiraal (海軍中将 Kaigun-chūjō), Japanse Keizerlijke Marine: 15 november 1939[9]

## Onderscheidingen
- Orde van de Heilige Schatten, Eerste Klasse[10]
- Commandanten insigne[10]
- Badge voor Afgestudeerden van de Marine Staf College[10]
- 1937 China Incident medaille[10]
- Groot Oostelijke-Aziatische Oorlogsmedaille[10]